# Girolamo Misciattelli
Girolamo Misciattelli (Orvieto, 17 novembre 1864 – ...) è stato un politico italiano.